# 대화중학교 (강원)
대화중학교(大和中學校)는 대한민국 강원특별자치도 평창군 대화면 대화리에 있는 공립 중학교이다.

## 학교 연혁
- 1948년 7월 10일 : 대화공립초급중학교 인가
- 1948년 10월 12일 : 대화공립초급중학교 개교 (2학급 108명 입학)
- 1950년 6월 1일 : 대화농업중학교로 개정 인가
- 1950년 7월 1일 : 6.25로 인하여 휴교
- 1950년 11월 1일 : 수복 개교
- 1951년 1월 7일 : 재남침으로 인하여 휴교
- 1951년 7월 1일 : 재수복 개교
- 1951년 9월 7일 : 제1회 졸업식
- 1952년 7월 2일 : 대화중학교 진도분교 설립 인가 (2학급 120명)
- 1952년 9월 10일 : 진도분교 개교식
- 1954년 6월 1일 : 진도분교장 폐지
- 2016년 3월 1일 : 각학년 2학급 인가
- 2024년 9월 1일 : 제32대 신금희 교장 취임
- 2025년 1월 6일 : 제75회 졸업식(23명 졸업, 총 10,158명)
- 2025년 3월 4일 : 2025학년도 신입생(31명) 입학

## 참고 자료
- 대화중학교 - 한국교육학술정보원 학교알리미